# 970년

## 연호
- 북송(北宋) 개보(開寶) 3년
- 요(遼) 보녕(保寧) 2년
- 일본(日本) 안나(安和) 3년 / 덴로쿠(天禄) 원년
- 남한(南漢) 대보(大寶) 13년
- 북한(北漢) 천회(天會) 14년
- 딘 왕조(丁朝) 타이빈(太平) 원년

## 기년
- 북송(北宋) 태조(太祖) 11년
- 요(遼) 경종(景宗) 2년
- 고려(高麗) 광종(光宗) 21년
- 딘 왕조(丁朝) 선제(先帝) 3년

## 사망
- 후백제(後百濟)의 무신(武臣) 박영규(朴英規)